# Kitlope Lake
Kitlope Lake är en sjö i provinsen British Columbia i Kanada. Den ligger i naturskyddsområdet Kitlope Heritage Conservancy i Regional District of Kitimat-Stikine. Sjöns yta är 1 170 hektar och ligger 13 meter över havet. Största djupet är 123 meter. Kitlope Lake sträcker sig 11,7 kilometer från söder till norr, där den har sitt utlopp genom Kitlope River till Gardner Canal. 